# الحلوة (تمر)
الحلوة بضم اللام وتشديد الواو. وهو أحد أنواع التمور التونسية، مستدير الشكل، بسره أصفر ويؤكل بسرا. وتتميز النخلة بكثرة إنتاجها. وهو ينضج في أكتوبر.

## فوائده الصحية
1. يساعد على تحسين وظائف الدماغ وزيادة التركيز وتقوية الذاكرة.
2. يساعد على تحسين صحة الجهاز الهضمي وتحسين حركة الأمعاء بسبب احتواءه على الألياف الغذائية.
3. يساعد على تحسين صحة القلب والأوعية الدموية ويقلل خطر الإصابة بأمراض القلب بسبب احتوائه على البوتاسيوم.
4. يساعد على تحسين صحة الأسنان والعظام بسبب احتوائه على الكالسيوم والمغنيسيوم والبوتاسيوم.
5. يوجد في تمر الحلوة العديد من الفيتامينات والمعادن الضرورية لصحة الجسم.
6. يحتوي على العديد من العناصر الغذائية التي تساعد على تحسين صحة الجلد والحفاظ على نضارته.[1]